# XVIII Liceum Ogólnokształcące w Bydgoszczy

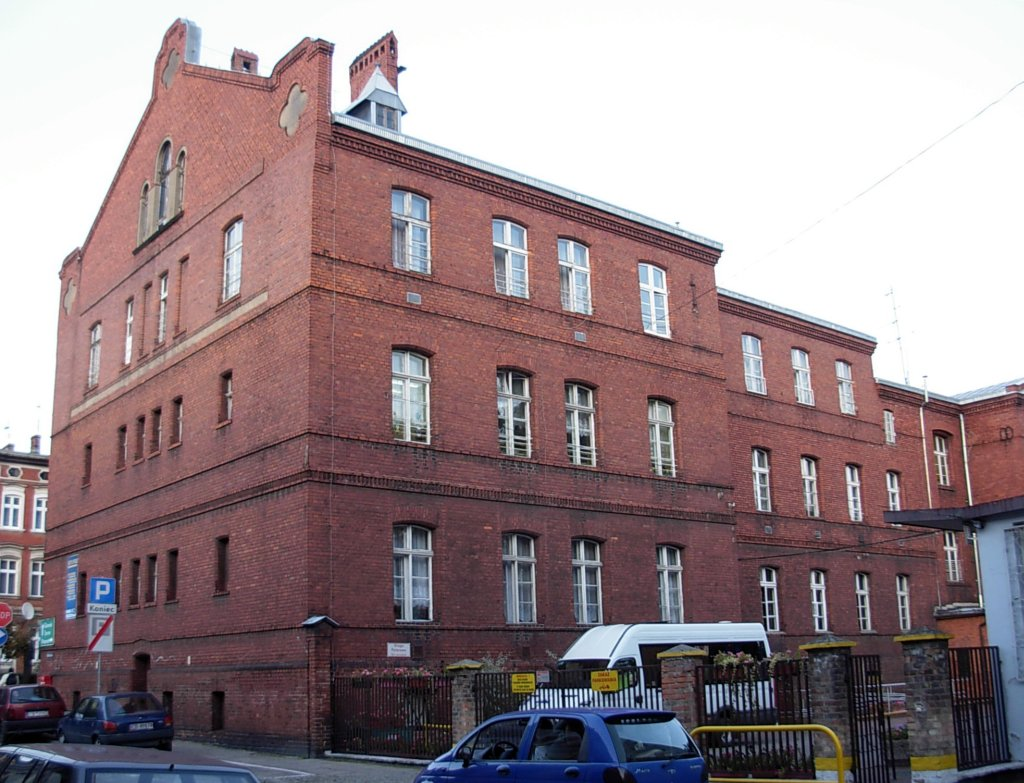
Widok od ul. Reja

XVIII Liceum Ogólnokształcące im. Louisa Braille’a w Bydgoszczy – jedno z liceów ogólnokształcących w Bydgoszczy, położone przy ul. Krasińskiego 10. Należy do Specjalnego Ośrodka Szkolno-Wychowawczego Nr 1 dla Dzieci i Młodzieży Słabo Widzącej i Niewidomej im. L. Braille’a w Bydgoszczy. Obecnie dyrektorem ds.  kształcenia ponadgimnazjalnego jest mgr inż. Ewa Fojucik. W liceum kształci się młodzież z niepełnosprawnością wzrokową (słabowidzący, niewidomi, ociemniali).

## Położenie
Liceum znajduje się w Specjalnym Ośrodku Szkolno-Wychowawczego Nr 1 dla Dzieci i Młodzieży Słabo Widzącej i Niewidomej im. L. Braille’a w Bydgoszczy w Śródmieściu Bydgoszczy przy ulicy Krasińskiego 10.

## Historia
XVIII Liceum Ogólnokształcące przynależy do Specjalnego Ośrodka Szkolno-Wychowawczego Nr 1 dla Dzieci i Młodzieży Słabo Widzącej i Niewidomej im. L. Braille’a w Bydgoszczy, który posiada bogatą historię jednak liceum jest stosunkowo młodą szkołą w porównaniu do 140-letniej tradycji placówki. Liceum powstało po przekształceniu w 1991 roku Liceum Zawodowego, utworzone z najstarszego w Polsce technikum dla niewidomych, które powstało w roku szkolnym 1973/1974.

## Charakterystyka
Liceum jest publiczną placówką oświatową. Liceum na podstawie szkolnych programów nauczania oraz programów wychowawczo-profilaktycznych i rewalidacyjnych wspomaga ucznia w jego wszechstronnym rozwoju i przygotowuje do zewnętrznego egzaminu maturalnego. Liceum prowadzi działalność innowacyjną, opracowuje i korzysta z autorskich programów nauczania. Nauczane języki obce: język angielski, język niemiecki, język rosyjski. Zajęcia odbywają się w małych grupach (8-12 osób).